# アデーレ・シュピツェーダー
アーデルハイト・ルイーゼ・シュピツェーダー（Adelheid Luise Spitzeder、1832年2月9日 - 1895年10月27日または28日）は、アデーレ・ヴィオ（Adele Vio）の芸名でも知られるドイツの女優、歌手であり詐欺師である。もともとは将来を嘱望されるほどの女優であったが、やがて舞台での評価は低迷していく。しかしその頃の彼女は19世紀のミュンヘンでも有名なプライベートバンカーであった。記録が残っているなかではおそらく最古のポンジ・スキームを構築した人物であり、出資者からの投資に対して高いリターンを出しながらも、実際にはその支払いのために新たに募った出資者から集めた資金を充てていた。同時代の文献によれば、その絶頂期には彼女はバイエルン州で最も裕福な女性であった。
シュピツェーダーは1869年に私設銀行を開設してから1872年に当局から起訴されるまでの数年間、詐欺の疑惑をはねのけその信用を保ち続けた。そして起訴こそされたものの当時はポンジ・スキームはまだ違法ではなかったため、判決は会計の不備と顧客の資金を不適切に取り扱ったことに対する3年の懲役だった。彼女の銀行は取り潰しとなり、32,000人が計3800万ガルデン（これは2017年の時点での約4億ユーロに相当する）を失って、大量の自殺者もだした。シュピツェーダー自身も、コレクションしていた美術品も含めて個人資産のすべてを失った。
彼女は生涯未婚であった。しかし、複数の女性と同性愛の関係を持っていたことが当時の記録からわかっている。一方で世間的には、貧しい人を助ける敬虔なキリスト教徒の顔を持っており、それが彼女のビジネスの成功を支えたのだった。

## 幼少期
アーデルハイド・ルイーゼ・シュピツェーダーは1832年2月9日にベルリンで生まれた。父はヨーゼフ・シュピツェーダー、母はエリザベス・“ベティ”・シュピツェーダー＝ヴィオという名で、どちらも俳優と歌手をしていた。父には前妻（ヘンリエッテ・シュリーラー）との子が6人いた。ヨーゼフとエリザベスは2人がベルリンのケーニヒスシュテット劇場に仕事のあった時代に出会った。当時ヨーゼフは劇場の支配人であり、ベティは女優として舞台にあがっていた。2人は1831年に結婚する 。この年にヨーゼフはミュンヘンの国立劇場で客演をおこない、批評家筋から高い評価を得た。2人はルートヴィヒ1世から国立劇場と専属契約をすれば年俸で6,000ガルデンを支払うという提案を受けたため、一家でミュンヘンへと引っ越した。ヨーゼフは1832年12月13日に急逝するが、ルートヴィヒ1世はベティの子どもたちの学費を支援することでベティを助けることにした。その後ベティはフランツ・マウラーと再婚し、1840年にはウィーンにあるカール劇場と契約をえた。この地でアデーレは聖ウルスラ修道会が運営していた高等女子学校に通い、1年後にはこの修道会の寄宿学校に入学した。1844年に母と娘はミュンヘンに戻り、亡くなったヨーゼフの前妻との子やいとこと同居することになった。16歳のときには、マダム・タンシュの運営する高名な学校に通った。マダム・タンシュの学校をやめてからは、外国語、ピアノ、作曲の家庭教師をつけられて個人教育を受けていた。

### 女優としてのキャリア

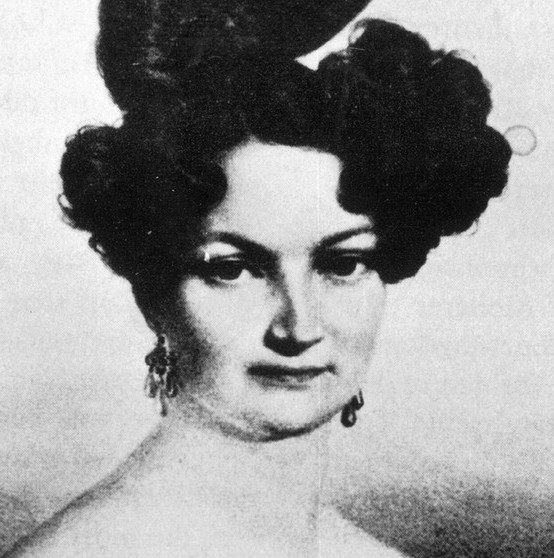
1852年頃のアデーレ・シュピツェーダー

アデーレは両親と同じ道を歩もうとして、母の反対を押し切って、ミュンヘンの女優コンスタンツェ・ダーンとシャルロット・フォン・ハグンに師事して女優を目指した。1856年（または1857年）、彼女はコーブルクの宮廷劇場でデビューし、「デボラ」と「メアリ・スチュワート」を演じてたいへんな評価を受けた。彼女の回想録によれば、コーブルク公もヴュルテンベルク公も彼女の才能を激賞したという。しかしコーブルクでは求人がないため、マンハイムで契約をとるために宮廷劇場を離れたが、後にミュンヘンン戻って国立劇場でいくらかのゲスト出演の役を得た。ただ出演契約のオファーこそ受けたものの、役者同士の苛烈な競争のもとでは脇役しか与えらないであろうことはわかっていたため、代わりにブルノの劇場の仕事をとることに決めた。アデーレの自伝を読むと、彼女はこの地で成功をおさめたものの、それが周りの役者たちと軋轢を生んでしまい、半年後には健康上の理由で契約を解除することを余儀なくされたらしい。そのため彼女はミュンヘンに帰り、半年の休養期間を過ごした。しかしその後アデーレは母に止められたにもかかわらずニュルンベルクで1年の出演契約を結んで、再びミュンヘンを離れた 。その後も、フランクフルト、ベルリン、チューリッヒ、マインツ、カールスルーエの劇場に出演した。その後、母を訪ねるためにミュンヘンに戻っていた時期にはハンガリーのペシュトで年俸3,000ガルデンという出演オファーを受けたが、この時は母の望みを聞いて、この話を蹴った。彼女の母は契約を断るなら一生の間、毎月50ガルデンを出すと約束したのである。ただしアデーレは結局アルトナでの仕事を受けている。そしてそれまでの仕事のどこかで、エミーリエ・シュティーア（役者仲間で芸名はブラニツカといった）と知り合い、すぐに恋愛関係に発展した。
彼女は長年にわたり女優として多くの仕事をこなしてきたが、最後まで安定した成功をおさめることはできなかった。同時代の資料である『デア・ノイエ・ピタヴァル』によれば、彼女の女優として才能は申し分なかったが、その容姿に問題があったと書かれている。シュピツェーダーの伝記を書いたユリアン・ネーベルも当時の資料をひもとき、彼女の「とりたてて美しいというわけではない角ばった顔には太い鼻が突き出ている。口は幅広で、顎はとがり、灰色の両目からその心を読み取ることは難しい。まさにブッチだ」という文章を引用している。彼女は煙草を吸い、周囲に若く美しい女性をはべらせたりと「男性的な」振る舞いが強調されることが一般的だった。
彼女には深刻な浪費癖があった。その放埓な生活には歯止めがかからず、借金をあてにする生活が始まった。そしてハンブルクとチューリッヒで仕事をしていた時代には深刻な額の借金が積みあがった。1868年、彼女はガールフレンドのエミーリエとミュンヘンに帰り、エージェントからの舞台出演オファーを待ったが、希望はまったくかなわなかった。文無しとなり打ちひしがれたアデーレにとっては、母から受け取る50ガルデンだけが生活のよすがとなった。しかしホテルや宿にガールフレンドと6匹の犬と暮らす彼女の生活スタイルからすれば、母からの仕送りはまったく十分なものではなかった。

## シュピツェーダー私設銀行

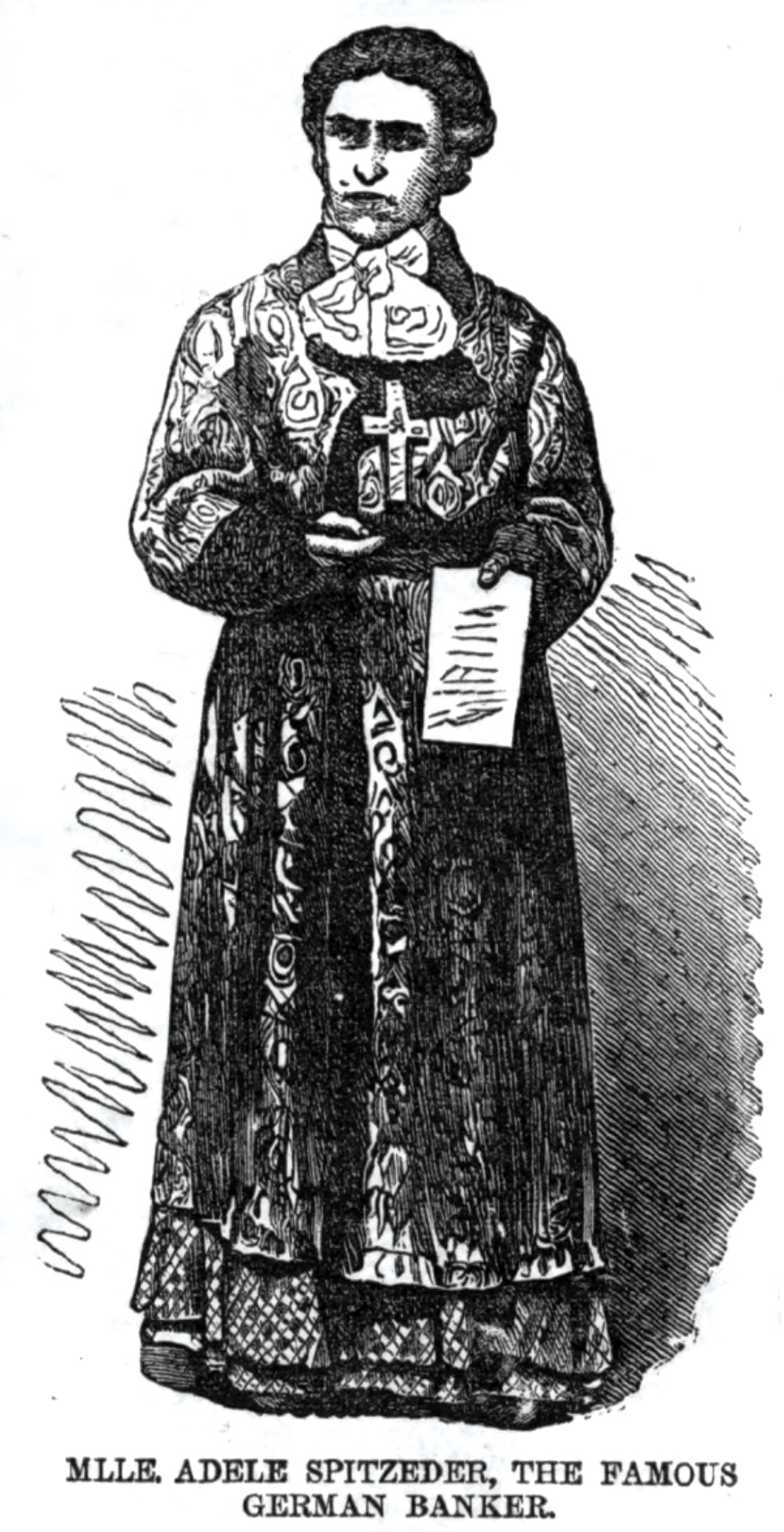
1873年3月15日発行のハーパーズ・ウィークリーに掲載されたシュピツェーダーのイラスト

シュピツェーダーがその生活を維持するために金貸しを頼るようになるまで時間はかからなかった。そして1869年の後半に、彼女はミュンヘンのアウ地区に住む大工の妻だった女性と知り合う。当時この貧しい女性とは近所づきあいであった。シュピツェーダーはこの女性から信用を得ると、投資した金額に対して毎月その1割の利息を出すと言っている知人がいるという話をこの女性に持ちかけ100ガルデンを預かった。シュピツェーダーはこの女性に2ヵ月分の利息に相当する20ガルデンを直ちに支払い、三か月以内に追加で110ガルデンを支払うというと約束した。当時のハーパーズ・ウィークリーに掲載された記事によれば、シュピツェーダーはミュンヘンの有力紙ミュンヒナー・ノイエステ・ナハリヒテンに、二か月後に10パーセントの利子をつけて返すことを条件に150ガルデンの出資を募る広告を出している{{sfn|Harper's Weekly, 15 March|1873|p=210}。ミュンヒナー・ノイエステ・ナハリヒテンの1872年の記事にも、シュピツェーダーが起こした事件へ言及する中で、彼女が金融業を開始したのが1869年の春だと書かれている。

### 事業の拡大
シュピツェーダーの銀行業は、理想的な口コミの形でミュンヘンの貧しい人々の間の話題を瞬く間にさらい、すぐにもっと多くの人が自分たちの貯えをシュピツェーダーに託すようになった。1869年、彼女は正式にシュピツェーダー私設銀行(Spitzedersche Privatbank)を設立した。顧客はミュンヘン北部の特にダッハウの町の労働者がほとんどであったことから「ダッハウ銀行」の名でも知られていた。農民たちの中には自分の農地を売り払って彼女に預け、利子だけで生活しようとする者までいた。下流階級のキリスト教徒にはユダヤ人の貸金業者に不信感を抱く者が多く、キリスト教徒の女性が営む銀行のほうを好んだ。シュピツェーダーが40人の従業員を抱えて、彼らの仕事場にするためにホテルに追加で部屋を借りるようになるまで時間はかからなかった。従業員の1人であったローザ・エーヒンガ―は美しく愛嬌もあり、シュピツェーダーは彼女を使って若い男を銀行に集客した。
シュピツェーダーの事業は実務的にも会計的にも常軌を逸しておりまるで無秩序だった。現金が保管されるのは大きめの袋やあちこちの棚であった。従業員はほぼ全員あるいは例外なく全員が簿記の勉強をしたことがなく、預金を受け付ける際はただ金を受け取って預金者の名前と金額を記録するだけで、しかもたいていの顧客は字が書けなかったため単に「XXX」と署名するだけだった。彼女の事業は、いかに新規の顧客を獲得するかにかかっていた。新たな資金を獲得し、既存の顧客の支払いにあてればよかったのだ。文献によっては、彼女の事業は知られる限り最初の「ポンジ・スキーム」に位置付けられている。ハーパーズ・ウィークリーなど同時代の英語圏の資料では「シュピツェーダー詐欺」(Spitzeder swindle)と呼ばれていた。ハンナ・デイヴィスの博士論文では、1874年にウィーンでポンジ・スキームによる詐欺事件で起訴されたヨハン・バプティスト・プラハトの詐欺事件について論じる中で、当時のひとが彼のビジネスモデルをシュピツェーダーのものと比較していたと述べている。しかしプラハトのような詐欺師たちと違って、彼女は預かった金を投資運用しているとは決してうたわなかったし、預り金に対して何の保証もないも明確にしていたが、それによってむしろ顧客たちからの信用を集めたのだった。
1871年の10月には、彼女が住居兼事務所にしていたホテルのオーナーが、これ以上ホテルに彼女の顧客が押し寄せることにいい顔をしなくなった。シュピツェーダーはイギリス庭園近くのシェーンフェルト通り9番地に家を買って、そこに引っ越した。購入費用の54,000ガルデンは顧客から集めた金だった。銀行の従業員には、彼女の家を職場にするものが83人おり、その多くが、新規顧客を獲得するたびに5パーセントから7パーセントのコミッションを受け取るブローカーであった。シュピツェーダーは一気に事業を拡大し、ミュンヘンだけでもその一等地に17もの住宅を購入するなどバイエルン中の家と土地の売買を手がけるようになった 。1871年には彼女は毎日50,000から60,000ガルデンを預かるようになり、しかもその利子は月8パーセントとむしろ以前より低く抑えられていた。その事業の規模に反して、彼女の銀行は店舗としての土地や建物は一切保有しておらず、全ての業務は彼女が暮らすホテルか、後に購入した住宅で行われていた。この年までに、シュピツェーダーの資産は数百万ガルデンにおよび、彼女の保有する数々の高価な美術品についても数百万ガルデンの価値があるとされていた。ハーパーズ・ウィークリーの当時の記事によれば、1872年の全盛期には、彼女はバイエルで最も裕福な女性と考えられていた。

#### 当局との衝突と対立
1871年以降、当局は彼女に事業の停止を命じる法的な根拠を探していたが、彼女はただ顧客に対する取り決めにもとづいて義務を果たしていただけだったので、当局も介入のしようがなかった。ミュンヘン市は彼女を「二級銀行家」(Bankier 2. Klasse)に分類して課税対象にしたが、それでも彼女は法人としての登記は逃れ続けた。1872年、ミュンヘン商業裁判所はそれまでの決定をくつがえして、彼女の事業は法人として登記しなければならないという判断や適切な会計処理に関する規定などについて命令をだした 。しかし裁判所のこの決定は彼女の事業のうちの貸金業のみに限定的に適用されたため、シュピツェーダー自身は金貸しをやめて預金集めに特化するようになった。さらに表向きは顧客に対して金を貸せなくなった影響を回避するために、彼女は従業員たちに自分の銀行の金を使って、各々の名前で金を貸すことを認めた。従業員のなかにはこの機会を利用してのし上がる物も現れた。例えば月に60ガルデンという俸給をえていたフランツ・ワグナーは、後に59,000ガルデンの邸宅を購入している。
ダッハウ銀行が成功したことで、顧客たちは他の銀行から相当な金額の預金を引きあげる事態が起こった。特に貯蓄銀行（Sparkasse）はその影響が大きく、その存続すら脅かされた。50,000ガルデン余りの預金が彼女の銀行へと流れたミュンヘン貯蓄銀行の幹部たちは、1872年3月に初めてシュピツェーダーを競合とみなす議論を行っている 。1872年秋、バイエルンの内務大臣はアルトエッティング貯蓄銀行がシュピツェーダーに投資するために預金を引き揚げる顧客に支払いをするためにドラスティックな手段を講じる必要に迫られたことを国王に報告しており、上バイエルン政府の知事は1872年10月29日に、大量の預金引き上げがあるとインゴルシュタット貯蓄銀行は債務の回収をして対応せざるをえなくなる可能性があると報告している。同様の巨額の預金引き上げはトラウンシュタインとミュールドルフの貯蓄銀行でも報告されている。その結果を受けて、バイエルンの内務相は1872年10月30日と11月5日に大手新聞に、これ以上シュピツェーダーに投資をしないように警告する大規模広告を掲載している。1872年11月7日、ミュンヘンの警察当局も彼女の銀行がいかに信頼に値しないかを詳細に説明した長文の声明を発表した。

### パブリック・イメージ

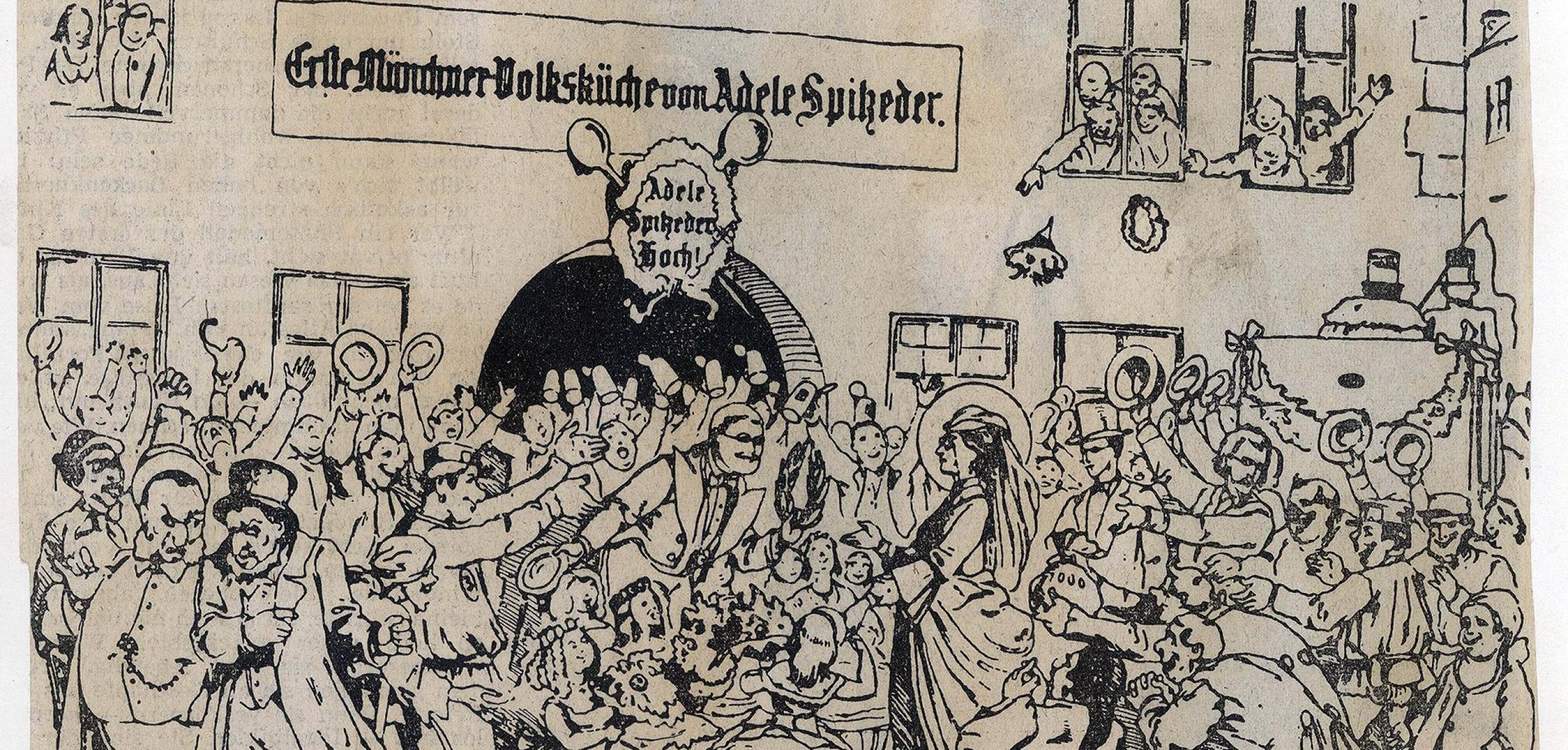
スープ・キッチンを提供するシュピツェーダーのカリカチュア（ミュンヒナー・ノイエステ・ナハリヒテン）

シュピツェーダーは、社会福祉に関心がある、毅然とした性格の、そして敬虔な女性であるというイメージをつくることに腐心した。彼女は銀行の営業時間中は、シェーンフェルト通りにあった自宅兼職場で過ごした。オフィス部分の中央で背の高い革張りの椅子に腰掛けていることが多く、赤いナイトガウンを羽織って、胸元には十字架をつけていた。そして自分が受け取った金の覚書に誇らしげに署名をするのだった。ホールには、ミュンヒナー・ノイエステ・ナハリヒテンに掲載された批判的な記事の切り抜きが貼られていたが、これはそのような報道のことを彼女が少しも恐れていないことを示そうとするものだった。長い列を作って並ぶ彼女の顧客のために、銀行の外では楽団が音楽を演奏してもてなすこともよくあった。また隣にあった『ウィリアム・テル』という名の居酒屋では、シュピツェーダーから無料の食事と飲み物がふるまわれた。すべての払戻金の処理が終わらないうちは（たいてい正午までかかった）金を預けることはできず、それを待つ長蛇の列ができたのだが、むしろ長い待ち時間を終えて無事に預入をできた顧客たちは、彼女に金を預けることができてありがたい、という心理状態にさえおちいった。シュピツェーダーに目通りを果たした顧客は、彼女から無神経に思えるほど直截に、私は自分から預けに来てくれと言ったことはないし、いかなる保証をすることもないと明言された。彼女は誠実さを前面に出しつつ、ときに顧客へパフォーマンスじみた警告をしながら同時にもてなすことにも尽力したので、世間の人にとって彼女の地位はあがる一方であった。
シュピツェーダーは慈善事業の名目で教会に惜しみなく寄付をおこない、アルトエッティングの聖母巡礼地にも定期的に礼拝に訪れた。地方にでかけたときにはいつも多くの人をビールとたくさんのつまみでもてなし、また人々も彼女を拍手喝采と贈り物攻めにした。プラッツルには「ミュンヘン市民キッチン」(Münchner Volksküche)を開いて、4,000人は入る広い店内で常連客を相手にビールや食事を割安で提供したことで、「貧者の天使」という彼女のイメージはますます強まった。最終的にはシュピツェーダーは同じようなスープ・キッチンを12店舗も営業していた。地元の教会の聖職者たちも彼女の信心深い振る舞いに心を動かされ、その努力を支える存在となっただけでなく、新たな顧客を彼女にもたらしたり、時には楯になって政府の攻撃から彼女をまもった。
シュピツェーダーの知名度が高まると、すぐに地元新聞からも狙われるようになった。彼女を批判する急先鋒は、リベラルな社風のミュンヒナー・ノイエステ・ナハリヒテンだった。1870年にはシュピツェーダーのことを詐欺師と名指しして、最後まで彼女の誠実さと仕事のやりかたを問題にし続けた。その対策として、シュピツェーダーは（出稿を断られた）ミュンヒナー・ノイエステ・ナハリヒテンを除く全ての主要新聞紙に広告を掲載して、顧客から金を撒きあげているとか損をさせているという批判を封じ込めようとした 。さらにミュンヒナー・ノイエステ・ナハリヒテンの編集長であったアウグスト・ナポレオン・ヴェッキオーニにわいろを贈って買収しようとしたがそれに失敗したため、シュピツェーダーは同社のライバルであったカトリック保守的な新聞のフォルクスボーテに目を付けた。この新聞は、ミュンヒナー・ノイエステ・ナハリヒテンと同じ規模の部数が流通していたが、深刻な経営難に陥っていたところを、シュピツェーダーが13,000ガルデンを貸し出してその危機を救った。その見返りに、フォルクスボーテはミュンヒナー・ノイエステ・ナハリヒテンに掲載された個別の批判についての反論を掲載した。ヨハン・バプティスト・ジーグルが創刊したダス・バイリッシェ・ファーターラントのようなカトリック保守系の新聞もまたシュピツェーダーを擁護して、当時広がりつつあった反ユダヤ主義を利用して彼女を批判しているのは信心深く仕事熱心な女性を貶めたい「ユダヤ資本」であるという論陣を張った。
1871年からシュピツェーダーは自分でも新聞事業を始めるようになった。彼女はズュートドイチャー・テレグラフなどのよに返済不能な債務を抱えている複数の新聞社から経営権を譲り受けた。さらに、彼女はミュンヘナー・ターゲブラットという自身の新聞も立ち上げた。さらにフライアー・ランデスボーテを出版していたテオフィル・ベーズルの借金14,000ガルデンを肩代わりし、その見返りに自分の事業について悪く書かないという手形をベーズルから得てから、シュピツェーダーの人気はミュンヘン市外でも聞かれるようになった。ランデスボーテでも好意的に取り上げられた影響で、ダッハウ銀行に資金を預けようとする人間がミュンヘンには大量に現れた。

### 破産と訴追
シュピツェーダーは当局やミュンヒナー・ノイエステ・ナハリヒテンからの圧力に耐えていた。当時は銀行法や金融規制が存在しておらず、数年前にバイエルン州で制定された法律により、ほぼあらゆる事業が行政からの監督をうけることなく無規制状態だったことが大きかった。1872年2月にはミュンヒナー・ノイエステ・ナハリヒテンがシュピツェーダーの評判を落とすキャンペーンを張り、投資した金の返金を求める顧客が彼女のもとに殺到したが、一方で新たな顧客もうまれた。1872年3月にはミュンヘンの警察本部長が、シュピツェーダーの事業を潰そうとして開始した作戦が失敗したことを認めている。ミュンヒナー・ノイエステ・ナハリヒテンは1872年の秋に新たな反シュピツェーダー記事を紙面に掲載し、政府におる警鐘をなぞるだけでなく、政府が彼女の事業に介入することがありうると解説して、その事業が遠からず終わりを迎えることを予言した。
1872年11月某日、払い戻し金額が預け入れ金額を明らかに超え、シュピツェーダーはその日の朝6時から7時の間に払い戻し金額に制限をかけざるをえなくなっただけでなく、木曜日と土曜日には払い戻しをとりやめた。警察は40人の顧客を説得して地方裁判所に告訴させ、彼女の銀行の帳簿の検査命令をとりつけた。1872年11月12日、調査委員会から来た5名が裁判所の命じた検査を実施するために銀行を訪れた。さらにライバル関係にあった私設銀行がさしむけた60人の顧客が敷地にやってきて、投資した全額を返金するように要求した。その金額はもやはシュピツェーダーが扱える額を超えており、銀行はついに破綻した。
エヒンガーはシュピツェーダーからの贈与分だと主張して50,000ガルデンの金を持って逃げようとしたが、シュピツェーダー共々逮捕されて、金も差し押さえられた。シュピツェーダーの屋敷は警察により封鎖させられ、中に残っている家財を保護したり住民が暴れるのをふせぐために警察官だけでなく軍人も配置された。シュピツェーダーが銀行業を営んでいた間に32,000人もの顧客が3,800万ガルデンをだましとられたと推計されている。調査の結果、回収できたのは投資された金額のわずか15パーセントだった。全てを失った人の自殺の連鎖が続いた。
シュピツェーダーは帳簿の不備、顧客の資金の横領、過剰な浪費の罪により起訴され、1873年7月に詐欺破産罪で3年と10ヵ月の懲役を言い渡された。詐欺そのもので有罪になっていないのは彼女のビジネススキームが詐欺罪の要件を満たさなかったからである。裁判の進行中も結審後も、シュピツェーダーは何ら不正を認めず、自分の事業は完全に合法だと主張し続けた。会計処理について法的な定めがなく、また金融商品の宣伝などは一切しなかったことは軽減事由として認められた。エヒンガーにもシュピツェーダーを幇助したとして6か月の懲役の判決が下った。健康上の理由からシュピツェーダーはミュンヘンのバーダー通りにある刑務所への服役を許可され、彼女はそこで自伝を執筆した。

## 晩年と死

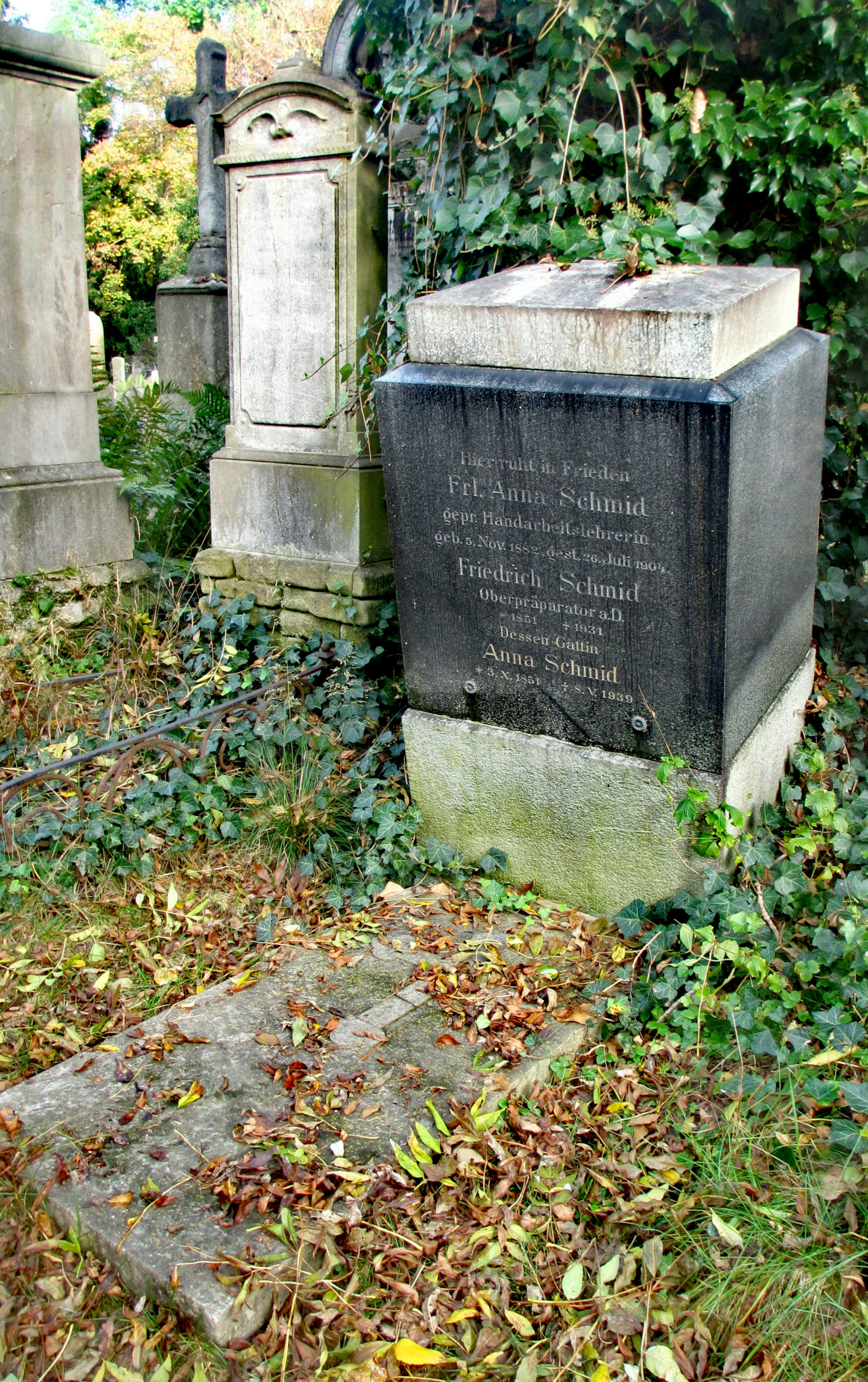
ミュンヘンの旧南墓地にあるシュピツェーダーの墓

シュピツェーダーは1876年9月9日に刑務所から出たが健康は衰え、片麻痺をわずらっており、自分一人では階段をあがることもできない状態だった。刑務所にはいって以降（もちろん出所した後も）シュピツェーダの事業から利益を得ていた人からは見捨てれられ、かつては擁護していた新聞が暴露記事を書くことで儲けていた。しかしかつての顧客の中には、自分たちが損をさせられたもかかわらず、助けの手をさしのべるものもいた。シュピツェーダーは判事の未亡人の家に居候することができ、小遣いも受け取っていた。かかりつけの医師はバート・ヴィルトバートにあるサナトリウムでの療養をすすめ、シュピツェーダーは支援者の資金でそこへ向かった。訪れてすぐに彼女は信奉者に囲まれ、それが地元の新聞にとりあげられている。バート・ヴィルトバートでは都合1０か月暮らし、ピアノの作曲も行っている。
また彼女はアルトナにある劇場の監督と知り合ってオファーを受け、客演を果たしたが観客の反応は冷ややかだった 。地元紙のアルトナー・ゲネラルアンツィガーでは彼女が再び舞台にあがったときに観客が野次をいれるための「シュピッツェーダー・ホイッスル」まで制作した。しかし彼女は二度目のアルトナでの舞台を断り、ベルリンに向かった。この町では人々が有名な詐欺師を一目みようと期待が高まっていた。しかし彼女が出演を果たす前に警察が介入し、彼女は町から退去せざるをえなくなかった。もはやドイツでは仕事がみつからないためウィーンにわたったが、この国でも当局から芸術監督との接触は禁じられてしまった。
本名での活動ができなくなってしまったため、彼女はアーデーレ・ヴィオ（Adele Vio）と名乗って作曲や演奏活動に携わりはじめた。1878年、彼女は「わが生涯の物語」（Geschichte meines Lebens)という回顧録を出版した。この本のなかで、出所後は、アウ地区でのビール醸造所や西ミュンヘンでの大型レストラン、ニンフェンブルク宮殿のそばで競馬場などを経営する計画を語っていたが、いずれも実現することはなかった
この回顧録の出版後に、彼女はふたたび約束手形の発行して出資を募り始めた。この手形には担保は一切ないこと、債権者は彼女が返済不能に陥った場合は求償権を放棄すること、などのあからさまな警告文が書かれていた。1880年2月13日、出所後の彼女の身の回りの世話をしていた新しいパートナーであるマリー・リートマイヤーとともに逮捕された。だが、地元検察は今だに彼女に出資をしようという人間を保護する必要はないと判断し、彼女を釈放した。
その後も警察の監視は厳しくてすり抜けようもなく、彼女はアデーレ・ヴィオとしての音楽活動を続けつつ、友人や支援者の助けをえて糊口をしのいだ 。あいからわず母親からは月50ガルデンの仕送りを受けていた。しかし彼女は小規模な詐欺を何度か働いて起訴され、投獄されることもあった。
シュピッツェーダーは1895年10月の27日または28日に心停止をおこしミュンヘンで亡くなった。63歳であった。彼女は両親と同じミュンヘンの旧南墓地に埋葬された。彼女の死後、親族の届け出により彼女の名前はアデーレ・シュミットに改められた。

## Personal life

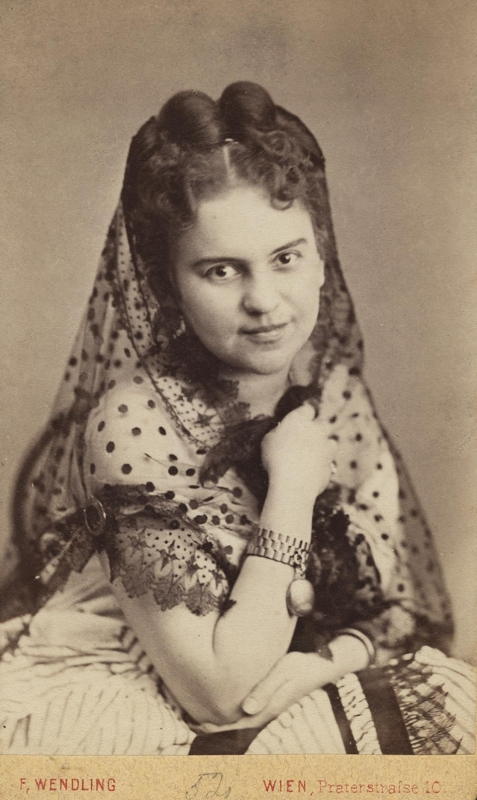
シュピツェーダーの最初のパートナーであるヨゼフィーネ・ガルマイヤー

シュピツェーダーは生涯結婚しなかった。プロポーズは何度となく受けており、その相手には貴族の男性もいたが、彼女は断っていた。カトリックの教義において同性愛は罪とされていた時代に敬虔なキリスト教のようにふるまいながらも、彼女の周囲にいるのはほとんどが若く、魅力的な女性たちだった。彼女は複数の女性と関係をもっていた。記録によりわかる限りで最初に関係をもった女性は、ブルノにいた時期に共演した女優のヨフェフィーネ・ガルマイヤーである。しかしガルマイヤーは奇矯なところのある女性でシュピツェーダーに退屈しはじめるのはあっという間だった。二人はほどなく破局し、シュピツェーダーはブルノを去ってミュンヘンに移った。また女優時代のどこかでエミーリエ・シュティーア（芸名はブラニツカ）と出会い、1868年に連れだってミュンヘンに戻った。シュピツェーダーの裁判では、裁判長から二人の親密さについて指摘があり、「胸と胸をよせあって」同じベッドで寝ていたことへの言及もある。
２人の関係はシュピツェーダーが「銀行」を始めてからも続き、シュティーアはシュピツェーダーのことを積極的に支援していた。ミュンヒナー・ノイエステ・ナハリヒテン紙はさっそく「二人組の詐欺師が金をだましとっている」と報じている。しかし、あるとき諍いからシュティーアが家を飛び出てしまい、関係性は急に終わりを迎えた。この諍いの理由は現代にいたるまで不明である。シュピツェーダーは関係の破綻に深く落ち込み、部屋に閉じこもるようになってしまった。しかし、彼女の銀行への投資をしたい顧客たちから世話をうけてようやく回復することができたんだった。
新たなパートナーを見つけるため、シュピツェーダーは地元紙に「ゲゼルシャフテリン（レディズ・コンパニオン）」を募集する広告をだした。これは女性が同性の恋人を求めていることを意味する符丁だった。多数の応募者のなかから、シュピツェーダーが選んだのはフランス人女性だったが、この女性は符丁の意味を理解していなったとみえて、わずか数週間でシュピツェーダーのもとを去っている。それからほどなくして、ローザ・エイヒンガーが母親とともに隣の家に引っ越してくる。エイヒンガーはもともとアウクスブルク出身で、女優志望だった。19歳年上のシュピツェーダーは彼女の世話をして同じ銀行で働かせてやり、z贅沢な贈り物をことあるごとに与えた。しかしシュピツェーダーが逮捕されると、エイヒンガーは彼女との関係性を否定し、恋愛関係などなかったと証言した。さらにエイヒンガーはかつて受け取った5万ガルデンについて自分に同性愛者の評判がたったことで名誉が傷つけられたことの賠償金だと主張したが、裁判所から全額の返金を命じられている。
出所後のシュピツェーダーの世話をしたのは、やはり「ゲゼルシャフテリン」と呼ばれたマリー・リートマイヤーで、彼女はシュピツェーダーのバート・ヴィルトバート行きにも同行している。

## フィクションや映像作品における登場例
1870年代にドイツのガブリエル・ガイラー はアデーレ・シュピツェダーを題材とした人形劇を上演している。1972年には、マルティン・シュペールが脚本を手がけ、ピア・ラーベンが監督をつとめたテレビ映画が制作された。シュピツェーダー役を演じたのはルート・ドレクセルで、この作品を原作として戯曲『Die Spitzeder』（シュピツェーダー女史）が1977年9月11日に初演された。
1992年には、ハンネス・スプリングによるドキュメンタリー『Adele Spitzeder oder das Märchen von den Zinsen』（アデーレ・シュピツェダー、あるいは利子という名の寓話）がバイエルン放送により放送された。さらにクサファー・シュヴァルツェンベルガーは、テレビ映画『Die Verführerin Adele Spitzeder』(アデーレ・シュピツェダーの誘惑)を制作して彼女の人生を映像化した。この作品は主演はビルギット・ミニヒマイアーがつとめ、バイエルン放送とオーストリア放送協会の共同制作により、2012年1月11日に初放送された。

## 文献

### シュピツェーダーの著作
- Adele Spitzeder: Geschichte meines Lebens. Stuttgarter Verlagscomptoir, Stuttgart 1878 (original available as e-book); reprinted in 1996 by Buchendorfer Verlag, München, ISBN 978-3-927984-54-7

### シュピツェーダーについての文献

#### 伝記
- Julian Nebel: Adele Spitzeder: Der größte Bankenbetrug aller Zeiten, FinanzBuch Verlag, München 2017, ISBN 978-3-959720-48-9.
- Dirk Schumann: Der Fall Adele Spitzeder 1872. Eine Studie zur Mentalität der "kleinen Leute" in der Gründerzeit. In: Zeitschrift für Bayerische Landesgeschichte 58. Jg. 1995, pp. 991–1026

#### 戯曲・小説
- (ドイツ語) Adele Spitzeder: Marionettenspiel um einen Münchner Finanzskandal im Jahre 1873 ; wortgetreue Wiedergabe einer alten Handschrift. Puppentheatermuseum. (1981). ISBN 9780231546218. OCLC 75843921
- Christine Spöcker: Das Geldmensch. Ein tragikomisches Stück über den kapitalistischen Exzess der Adele Spitzeder, Bankfrau zu München, die 1872 durch Bankrott ihrer Dachauer Bank 30860 Gläubiger ins Unglück trieb. Fischer, Frankfurt am Main 1973, ISBN 978-3-10-074201-8.
- Albrecht-Weinberger, Karl (1956) (ドイツ語). Adele Spitzeder; Roman einer seltsamen Frau.. Maindruck. ISBN 9780231546218. OCLC 36066656
- Rehn, Heidi (2009) (ドイツ語). Tod im Englischen Garten: historischer Kriminalroman. Cologne: Emons Verlag. ISBN 9783897055070. OCLC 682116597